# Selecționata de fotbal a Alderneyului
Selecționata de fotbal a Alderneyului reprezintă în fotbalul internațional cea mai nordică dintre Insulele Canalului, parte a bailiwick-ului Guernsey, o dependență a coroanei britanice și anume Alderney. Este controlată de Asociația de Fotbal din Alderney. Nu este afiliată nici la FIFA și nici la UEFA.
A jucat primul meci în 1905 Cupa Muratti în care a jucat cu Guernsey și Jersey. În 1920 a câștigat acest trofeu. A mai jucat în 2003 la Jocurile Islandei.

## Meciuri selectate
- Ultimul meci:   0-3 Jersey   - Alderney - 20 martie 2010. (Cupa Muratti)

| Adversar   | Meciuri | Victorii | Egaluri | Înfrângeri | GP | GÎ  |
| ---------- | ------- | -------- | ------- | ---------- | -- | --- |
| Groenlanda | 1       | 0        | 0       | 1          | 0  | 3   |
| Guernsey   | 52      | 1        | 0       | 51         | 22 | 239 |
| Jersey     | 42      | 0        | 0       | 42         | 20 | 232 |
| Orkney     | 1       | 0        | 0       | 1          | 1  | 3   |
| Rodos      | 1       | 0        | 0       | 1          | 1  | 5   |
| Saaremaa   | 1       | 1        | 0       | 0          | 1  | 0   |

## Lot
- ADAMSON Alan
- ALDCROFT Matthew
- ATKINS Jason
- AULT Mark
- BENFIELD Simon
- BENFIELD William
- BOHAN Michael
- BOHAN Robert
- BRACE Mark
- CARRÉ Nick
- CONCANEN Steven
- COSHERIL Emile
- DAVEY Liam
- DIAMOND Matthew
- GENTLE Kevin
- LAWRENCE Andy
- MAXWELL James
- MCFARLANE James
- MOORE Richard (P)
- PARMENTIER Jonathan
- PHELAN Emile
- SEBIRE Martin
- STONE Andrew
- VIZARD James
- WALKER James
- WILLIAMS Paul (P)